# Organo della cappella palatina di Versailles

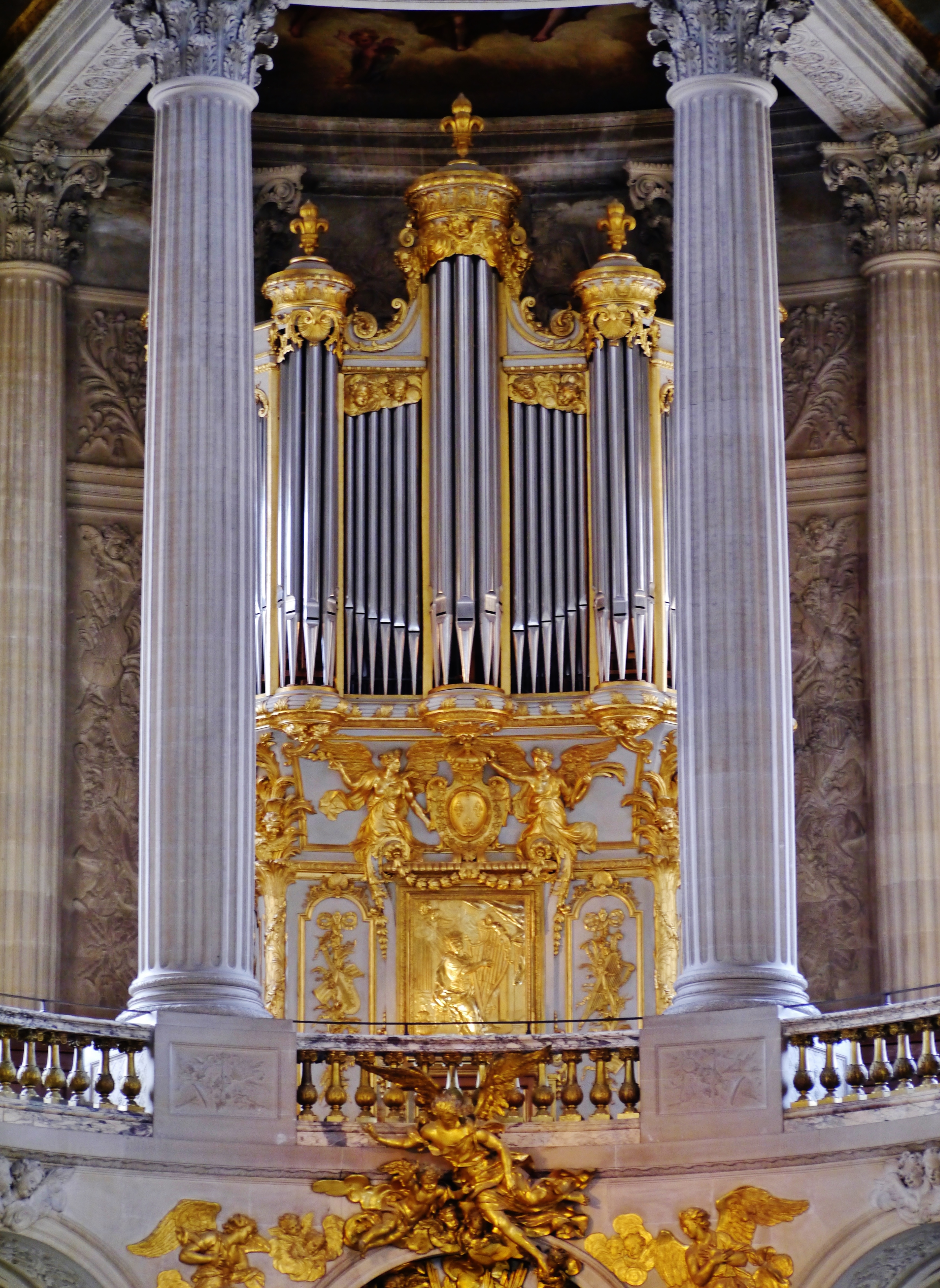
L'organo della cappella palatina di Versailles.

L'organo della cappella palatina di Versailles fu costruito nel 1994-1995 da Jean-Loup Boisseau e Bertrand Cattiaux come riproduzione fedele di un precedente strumento, realizzato da Robert Clicquot nel 1708-1711, del quale mantiene alcune canne e la fastosa cassa lignea dorata e intagliata; quest'ultima è classificata monumento storico di Francia dal 1996.
Dal 1995 al 2010 fu organista titolare della cappella Michel Chapuis, affiancato da Marina Tchebourkina, il quale ha mantenuto il titolo di organista onorario fino alla sua morte, avvenuta nel 2017. Successivamente la responsabilità dello strumento è stata affidata ad una commissione di quattro organisti: Michel Bouvard, Frédéric Desenclos, François Espinasse e Jean-Baptiste Robin.

## Storia
L'attuale cappella palatina di Versailles fu edificata tra il 1689 (con una pressoché immediata interruzione dei lavori fino al 1699 per la guerra della Grande Alleanza) e il 1710 su progetto di Jules Hardouin Mansart, alla cui morte (1708) subentrò il cognato Robert de Cotte. In precedenza era stato adibito a luogo di culto un ambiente rettangolare al primo piano (l'attuale Salle du Sacre) per il quale Luigi XIV nel 1679 aveva commissionato a Étienne Enocq un organo a canne con positivo tergale che aveva trovato luogo sulla balconata dei musicisti; tale strumento venne costruito in laboratorio ma non fu mai installato nella reggia e, alla morte dell'organaro, passò al suo successore Robert Clicquot in attesa di essere installato nella nuova cappella; tuttavia tale operazione comportò un rifacimento quasi integrale dello strumento dopo il 1708 in quanto Robert de Cotte non aveva previsto la presenza di un positivo tergale, il che impedì inizialmente l'installazione di quattro registri di trasposizione (un semitono più alti rispetto agli altri che erano accordati secondo il tono di corte imposto da Luigi XIV, con corista del La pari a 415 Hz). La cappella venne benedetta e inaugurata il 5 giugno 1710, quando l'organo non era stato ancora terminato. I lavori, ai quali partecipò anche Julien Tribuot, si protrassero fino all'anno successivo e lo strumento venne inaugurato il 5 aprile, domenica di Pasqua, da François Couperin. L'organo, una volta terminato, si presentava di notevoli dimensioni, con 30 registri distribuiti su quattro manuali e pedale; delle tastiere il Positif e il Grand-Orgue avevano 48 note ciascuna (Do1-Do5 senza Do#1), il Récit 25 (Do3-Do5) e l'Écho 32 (Fa2-Do5), mentre il pedale ne aveva 30 (Do1-Fa3); la disposizione fonica era la seguente:
| I - Positif |        |
| Bourdon     | 8'     |
| Prestant    | 4'     |
| Flûte       | 4'     |
| Flûte       | 4'     |
| Nasard      | 2.2/3' |
| Doublette   | 2'     |
| Tierce      | 1.3/5' |
| Larigot     | 1.1/3' |
| Fourniture  | III    |
| Cymbale     | II     |
| Cromorne    | 8'     |

| II - Grand-Orgue |        |
| Bourdon          | 16'    |
| Montre           | 8'     |
| Bourdon          | 8'     |
| Prestant         | 4'     |
| Flûte            | 4'     |
| Flûte            | 4'     |
| Nasard           | 2.2/3' |
| Doublette        | 2'     |
| Quarte           | 2'     |
| Tierce           | 1.3/5' |
| Cornet           | V      |
| Fourniture       | III    |
| Cymbale          | III    |
| Trompette        | 8'     |
| Clairon          | 4'     |
| Voix humaine     | 8'     |

| III - Récit |    |
| Cornet      | V  |
| Trompette   | 8' |

| IV - Écho    |     |
| 1e Cornet    | II  |
| 2e Cornet    | III |
| Voix humaine | 8'  |

| Pédale    |    |
| Flûte     | 8' |
| Trompette | 8' |

1. ↑  accordato mezzo semitono più alto.
2. ↑  accordato mezzo semitono più alto.
3. ↑  accordato mezzo semitono più alto.
4. ↑  accordato mezzo semitono più alto.

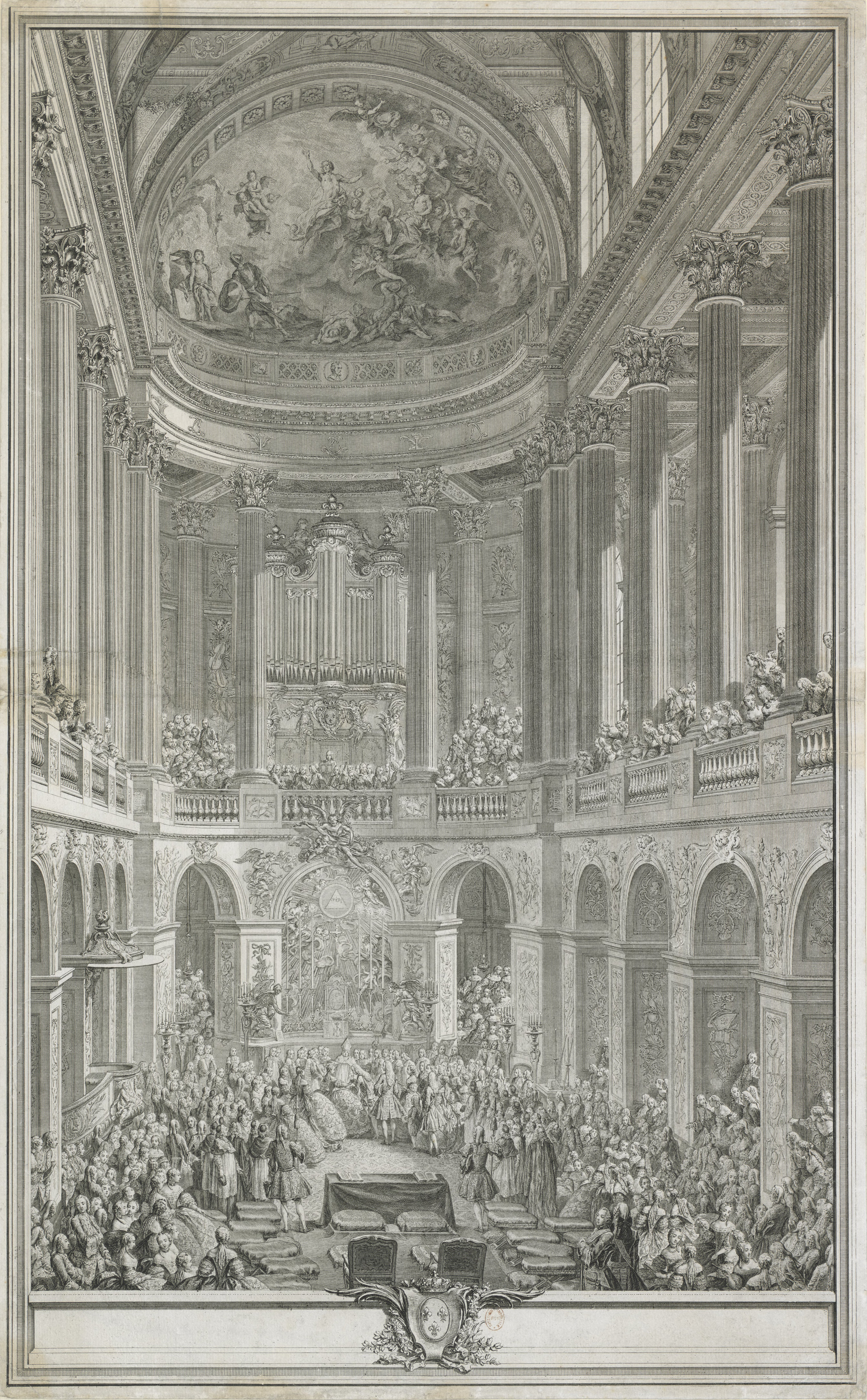
L'interno della cappella con l'organo di Robert Cicquot e Julien Tribuot in un'incisione di Charles-Nicolas Cochin raffigurante il matrimonio di Luigi, delfino di Francia e Maria Teresa, infanta di Spagna, avvenuto il 23 febbraio 1745.

Nel corso del XVIII secolo l'organo fu oggetto di una serie di rimaneggiamenti operati dagli eredi di Robert Clicquot: nel 1736 suo figlio Louis-Alexandre rifece lo strumento aggiungendo due registri ed ampliando l'estensione di tutti i manuali a 50 note (Do1-Re5 senza Do#1), mentre nel 1762-1763 suo nipote François-Henri sostituì alcuni registri con altri. Durante la rivoluzione francese la parte fonica sarebbe stata venduta, ma l'operazione non ebbe luogo grazie all'intervento dell'ex musicista della cappella palatina Jean-Louis Bêche e dell'organaro Jean Somer. Nel 1817 Louis-Paul Dallery operò un intervento di restauro nell'ambito del quale ripristinò nel parti della cassa e della mostra danneggiate durante la rivoluzione e modificò alcuni registri; ulteriori alterazioni furono operate da John Abbey che subentrò a Dallery nella manutenzione dell'organo, tanto che nel 1855 lo strumento aveva 26 registri su quattro manuali.
Nel 1872 Aristide Cavaillé-Coll venne interpellato per sostituire lo strumento con uno nuovo; dell'organo barocco mantenne parte delle canne, i somieri dei primi due manuali e del pedale, e la cassa, all'interno della quale collocò un organo romantico di 23 registri (dei quali 13 completamente nuovi, 7 integralmente antichi e 3 parzialmente riadattati dallo strumento precedente). Cavaillé-Coll installò una nuova consolle indipendente, rivolta verso la navata e con trasmissione meccanica con leva Barker, in luogo di quella originaria a finestra della quale, su richiesta di Charles-Marie Widor, due tastiere furono installate sull'organo positivo costruito da Nicolas Somer nel 1747 per il delfino di Francia Luigi Ferdinando di Borbone-Francia, più volte modificato e all'epoca ospitato dentro la torre sud della chiesa di Saint-Sulpice a Parigi). L'organo fu inaugurato il 21 febbraio 1873 da 
Camille Saint-Saëns, Charles-Marie Widor, Henri Lambert and Emile Renaud ed aveva la seguente disposizione fonica:
| I - Grand-Orgue |     |
| Bourdon         | 16' |
| Montre          | 8'  |
| Bourdon         | 8'  |
| Flûte           | 8'  |
| Salicional      | 8'  |
| Prestant        | 4'  |
| Flûte           | 4'  |
| Doublette       | 2'  |

| II - Récit expressif |     |
| Violoncelle          | 8'  |
| Voix céleste         | 8'  |
| Flûte                | 4'  |
| Dulciane             | 4'  |
| Plein-jeu            | IV  |
| Bombarde             | 16' |
| Trompette            | 8'  |
| Cromorne             | 8'  |
| Voix humaine         | 8'  |
| Clairon              | 4'  |

| Pédale    |     |
| Soubasse  | 16' |
| Flûte     | 8'  |
| Flûte     | 4'  |
| Basson    | 16' |
| Trompette | 8'  |

1. ↑  registro integralmente di Clicquot.
2. ↑  registro in parte di Clicquot.
3. ↑  registro in parte di Clicquot.
4. ↑  registro integralmente di Clicquot.
5. ↑  registro integralmente di Clicquot.
6. ↑  registro in parte di Clicquot.
7. ↑  registro in parte di Clicquot.
8. ↑  registro in parte di Clicquot.

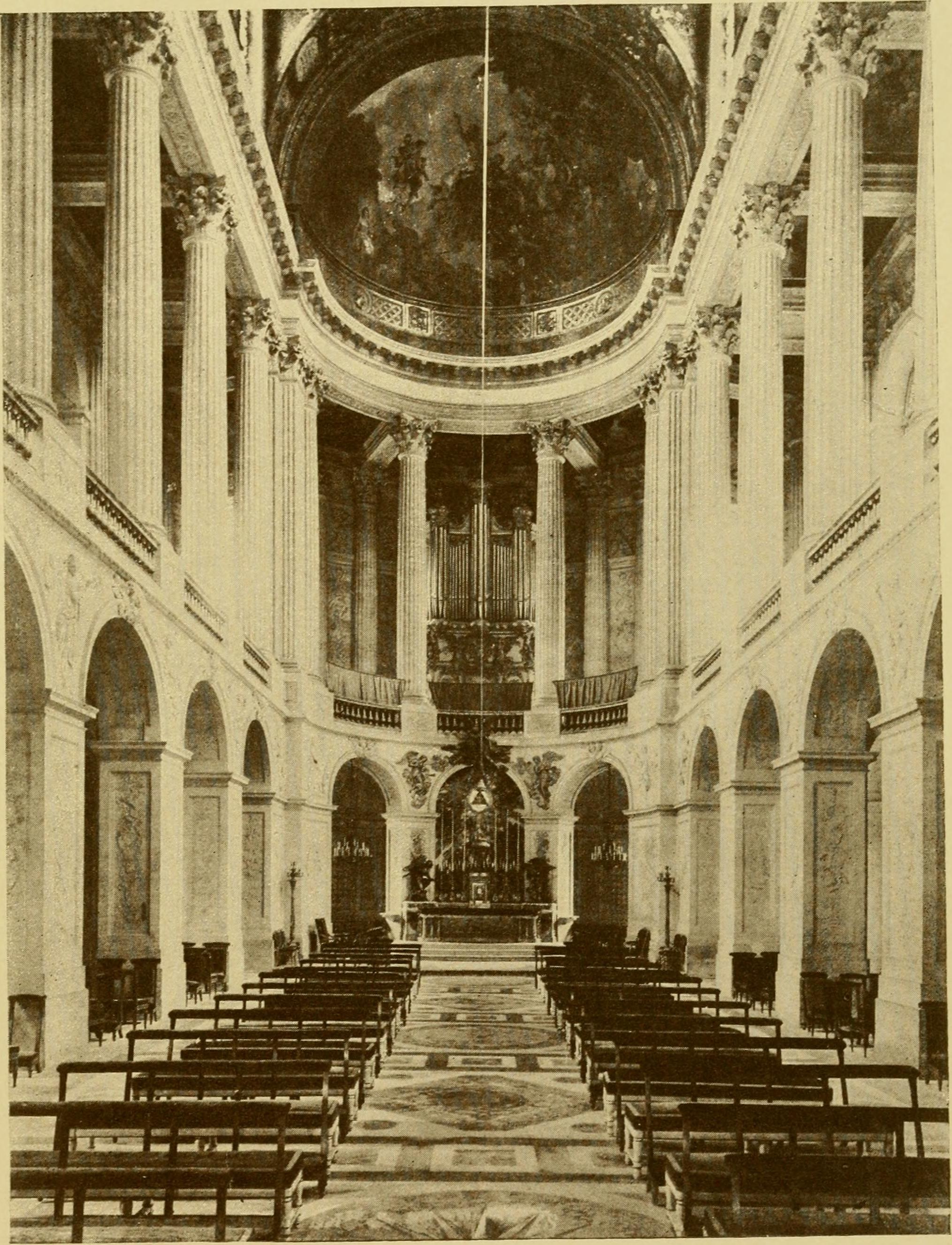
Interno della cappella con l'organo di Aristide Cavaillé-Coll in una fotografia del 1905.

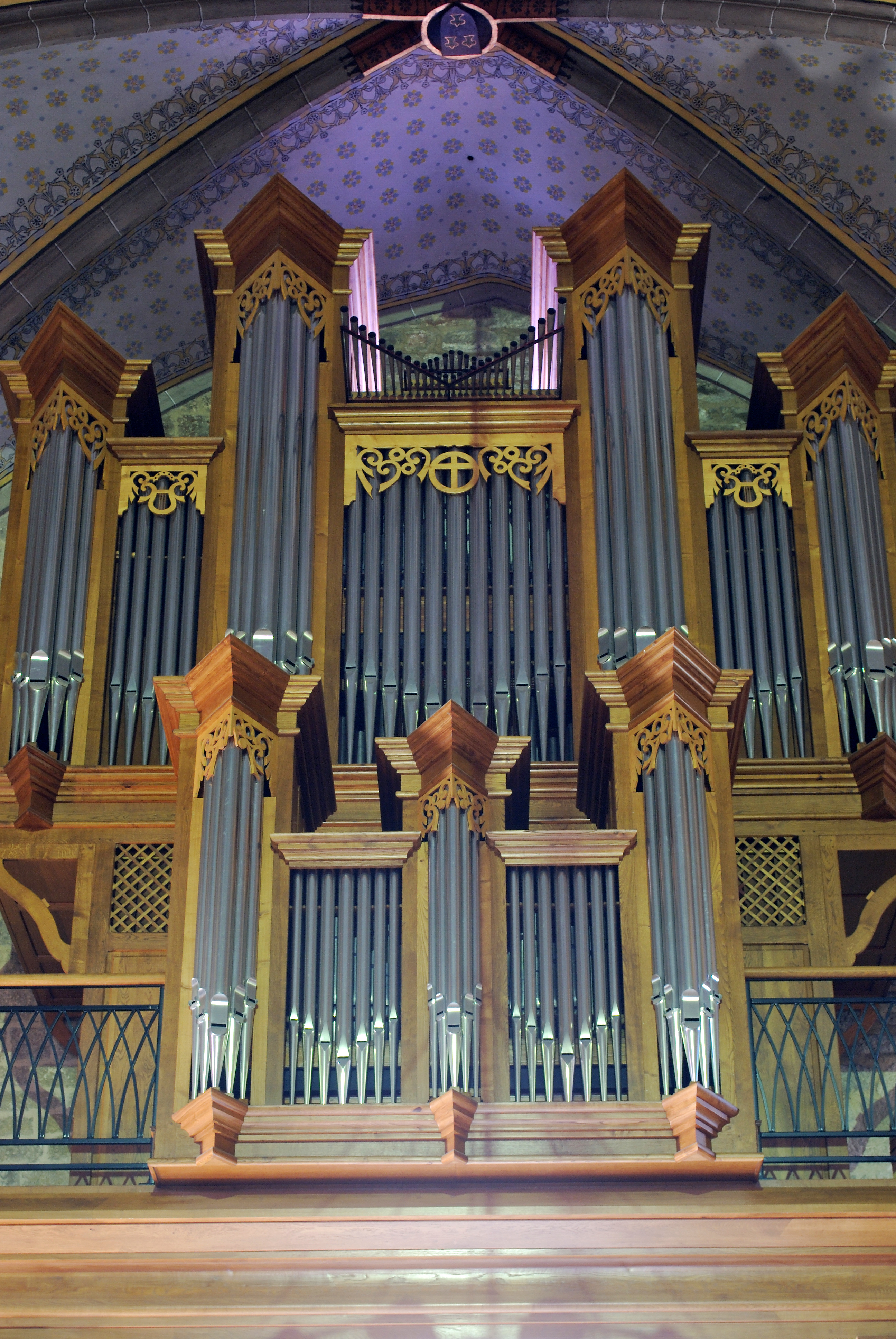
L'organo Gonzalez (1936-1938) con la sua nuova cassa nell'attuale collocazione nella chiesa del Saint-Sacrement a Laroque-d'Olmes.

Nel 1933 l'organo Cavaillé-Coll risultava in stato di completo abbandono e non suonabile; su iniziativa di Norbert Dufourcq venne allertata la Commission nationale des orgues classés che stabilì di ricostruire lo strumento in stile neoclassico, contro il parere di Widor che avrebbe preferito invece che fosse modificato l'organo già esistente. Quest'ultimo non venne distrutto ma trasferito nella Bretagna, dapprima nella cappella del seminario di Châteaugiron, poi nella chiesa di Saint-Martin a Rennes dove si trova tuttora.
La commissione incaricò ufficialmente nel 1936 Victor Gonzalez di costruire il nuovo strumento della cappella palatina reimpiegando del materiale preesistente soltanto i registri di Doublette 2' e Plein-jeu IV e la cassa barocca, con la ricostruzione della consolle a finestra riutilizzando le due tastiere all'epoca ancora installate sull'organo positivo del Delfino. L'organaro avrebbe dovuto operare secondo i canoni e le tecniche rigorosamente antiche, in quanto lo strumento sarebbe stato destinato solo al repertorio antico. I lavori iniziarono quello stesso anno e terminarono nel 1938; non ebbe mai luogo l'inaugurazione ufficiale, prevista per il 1939, a causa dello scoppio della seconda guerra mondiale. Lo strumento si presentò fin da subito inadeguato all'acustica dell'ambiente, anche a causa del trattamento dei materiali (in particolare del metallo, non martellato), della forma delle canne (troppo larghe alla base e troppo strette alla sommità) e della pressione insufficiente dell'aria.
Nel 1994 fu affidata agli organari Jean-Loup Boisseau e Bertrand Cattiaux una ricostruzione integrale e scrupolosa dell'organo di Clicquot secondo lo stato successivo ai rimaneggiamenti del 1736 e del 1762-1763, i quali per le misure delle canne si rifecero all'organo costruito da Louis-Alexandre Clicquot nel 1734 per la chiesa di Saint-Jacques et Saint-Christophe di Houdan, negli Yvelines, e in particolare per i registri di principale a quelle indicate nel suo trattato da Dom Bedos de Celles. L'organo fu inaugurato il 18 e 19 novembre 1995 da Michel Chapuis. Lo strumento di Gonzales (ad eccezione delle canne e delle tastiere antiche) fu trasferito dalla Manufacture Languedocienne des Grandes Orgues nella chiesa del Saint-Sacrement a Laroque-d'Olmes, in Occitania, e dotato di una nuova cassa lignea in stile.

## Descrizione

### Collocazione e cassa

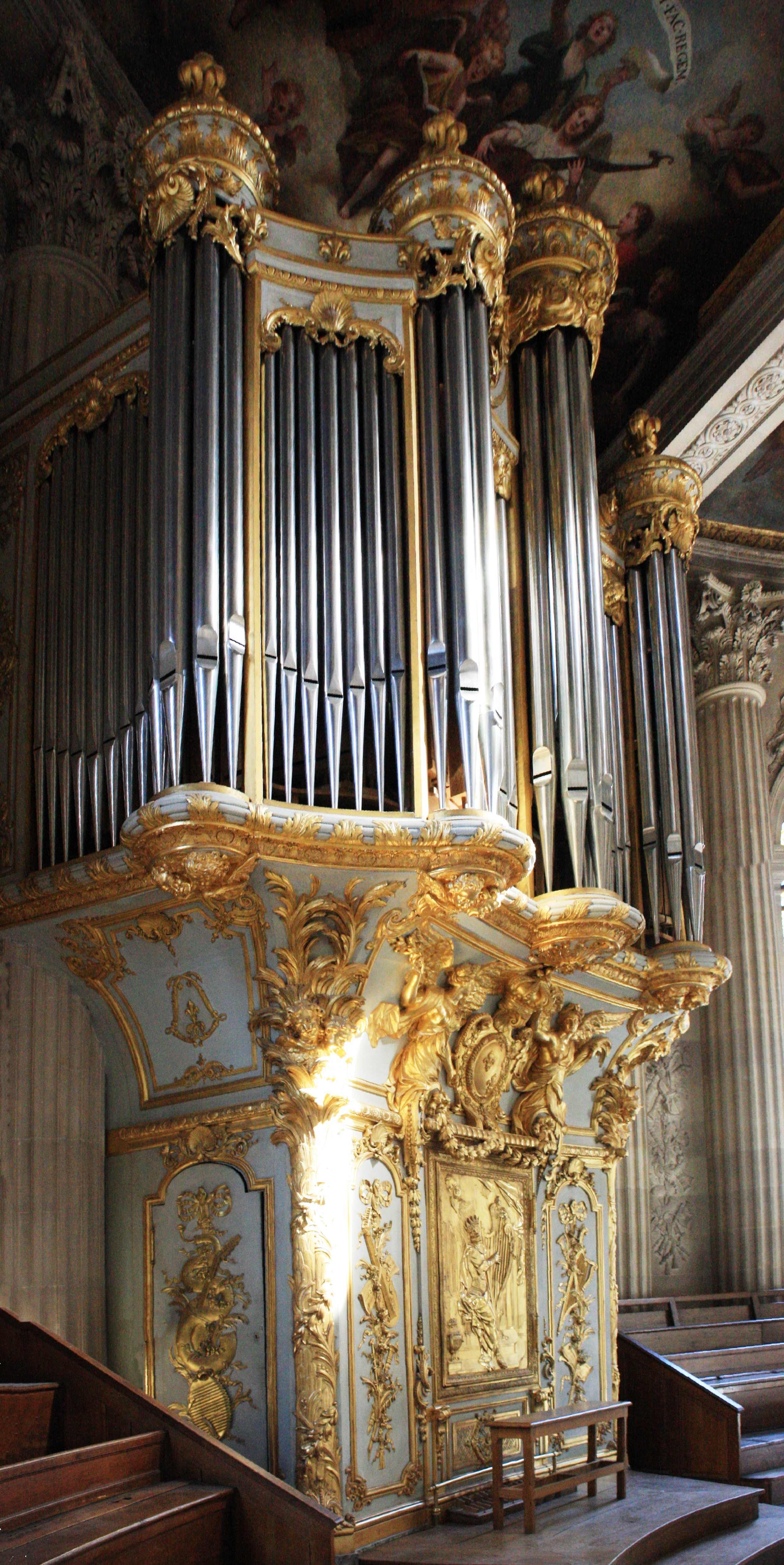
Veduta laterale dell'organo.

L'organo a canne trova luogo al centro del matroneo soprastante il deambulatorio, in asse con l'altare maggiore della cappella. Si tratta di una posizione anomala (e all'epoca aspramente criticata) rispetto a quella classica su cantoria in controfacciata (che invece veniva utilizzata dalla famiglia reale per assistere alle celebrazioni); una collocazione analoga, per quanto non sia documentata alcuna influenza diretta con il caso di Versailles, era già stata proposta da Gian Lorenzo Bernini nei suoi progetti non attuati di una cappella per il palazzo del Louvre a Parigi, secondo il quale la resa fonica sarebbe stata migliore se l'organo, i cantori e i musicisti avessero trovato luogo su un palco assiale sul lato opposto rispetto a quello del re, piuttosto che su palchi laterali vicini a quello reale.
Lo strumento si articola in un unico corpo addossato alla parete di fondo (della quale copre la finestra mediana) ed è integralmente racchiuso all'interno della cassa lignea barocca - disegnata da Robert de Cotte e della quale si conservano tre progetti preparatori - che nel 1708-1709 si avvalse della collaborazione dello scultore Philippe Bertrand per la realizzazione di alcuni modelli; la sua attuale e definitiva conformazione è frutto di tentativi e modifiche fatti in corso d'opera ed appare unitaria e coerente con la decorazione dell'intera cappella. La cassa, che presenta un'altezza di 10 m, una larghezza di 5,5 m e una profondità di 2 m; è in legno laccato di bianco ed è riccamente adornata con rilievi dorati realizzati da diversi artisti sotto la direzione dello scultore Jules Degoullons: Martin Belan, Robert de Lalande, André Legoupil, Sébastien Slodtz e Pierre Taupin. Il basamento, rettangolare, presenta quattro specchiature con strumenti musicali che richiamano i "trofei" che adornano le pareti della cappella, realizzati da vari artisti (in particolare, quelli del matroneo dell'abside a tema musicale nel 1708 da Jean de Lapierre); al centro della parete anteriore vi è la consolle a finestra chiusa da un unico sportello dorato con un bassorilievo raffigurante Re David citaredo, chiaramente ispirato al dipinto avente il medesimo soggetto realizzato dal Domenichino nel 1620 e appartenuto a Luigi XIV di Francia; agli angoli della cassa, come raccordo con le soprastanti tourelles vi sono due palme dal fusto avvolto in fronde di alloro che costituiscono l'elemento di maggior innovazione all'interno dell'intera composizione. Al di sopra della consolle, sorretto da due vittorie alate dello Slodtz, vi è lo stemma reale dei Borbone di Francia, distrutto durante la rivoluzione e ricostruito in cartapesta dorata nel 1816-1817. La parte superiore della cassa, aggettante, è caratterizzata dalla mostra che si compone di canne di principale dell'ordine degli 8'; essa si articola sulle pareti laterali in un'unica campata di 9 canne, ai due angoli di una campata di 7 canne posta fra due tourelles e al centro di due campate ai lati della tourelle centrale; nelle campate le bocche sono "a triangolo", nelle tourelles (tutte di 5 canne ciascuna) invece "a scudo", in ambo i casi sono ad andamento inverso rispetto a quello delle canne. La sommità del prospetto è ornata con bassorilievi dorati con volute e teste d'angelo, e sopra ciascuna delle tourelles è posto un giglio a tutto tondo (in riferimento allo stemma borbonico), elemento presente anche nei bassorilievi di Lapierre nei quali, però, è andato in gran parte distrutto. Nel suo complesso, la cassa si presenta in continuità con il sottostante altare maggiore di Corneille Van Clève (1709-1710) e con la Resurrection dipinta da Charles de La Fosse nel catino absidale (1710).

### Parte strumentale

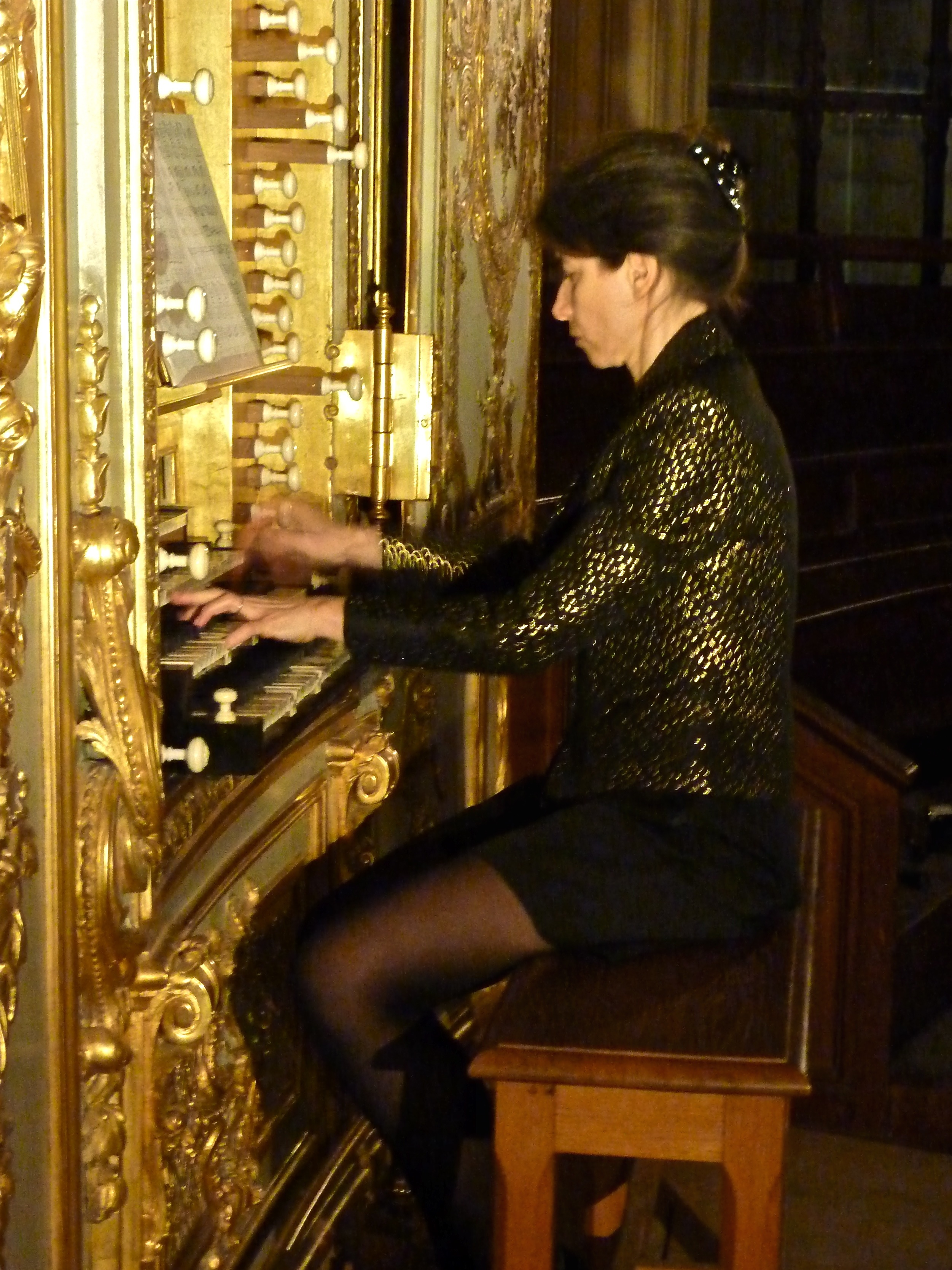
Marina Tchebourkina alla consolle dell'organo.

La parte strumentale dell'organo, ad eccezione delle canne del registro di Plein-jeu IV (quelle della Doublette 2', in attesa di restauro, sono accantonate in un locale della reggia), è integralmente nuova, essendo la parte superstite dell'impianto originario settecentesco (canne e somieri) nucleo principale di quello della chiesa di Saint-Martin a Rennes, e risale alla ricostruzione del 1995-1996 operata da Jean-Loup Boisseau e Bertrand Cattiaux. Lo strumento, che dispone di 38 registri, è a trasmissione meccanica ed il suo corista del La è pari a 415 Hz; il temperamento è inequabile come descritto da Michel Corrette nel 1753, leggermente modificato con le cinque terze pure.
La consolle è a finestra ed ha quattro tastiere di 50 tasti ciascuna (Do1-Re5, senza Do#1) ma con estensione differenziata: le prime due (rispettivamente Grand-Orgue e Positif) sono reali per l'intera estensione delle tastiere, mentre le seconde due (rispettivamente Récit ed Écho) lo sono per 32 note (Sol2-Re3). La pedaliera, invece, è della tipologia a leggio francese, con i pedali che fuoriescono dal pavimento, ed ha un'estensione di 30 note (Do1-Fa3, con Do#1). Le tastiere sono riproduzioni fedeli di quelle appartenute all'organo originario ed installate da Aristide Cavaillé-Coll sull'organo positivo di Luigi Ferdinando di Borbone-Francia (proveniente anch'esso dalla reggia di Versailles), mentre per la realizzazione della pedaliera fu presa a modello quella dell'organo Clicquot di Houdan. Il pannello retrostante il leggio è un trompe-l'œil recante la medesima decorazione di quello originale, a bassorilievo, andato perduto. All'apertura dello sportello di chiusura della consolle, le tastiere avanzano di circa 5 cm verso l'esterno. I registri sono azionati da pomelli in avorio con sopra dipinte le abbreviazioni dei relativi nomi, disposti in due colonne verticali ai lati dei manuali.
La disposizione fonica è la seguente:
| I - Grand-Orgue |        |
| Bourdon         | 16'    |
| Montre          | 8'     |
| Bourdon         | 8'     |
| Dessus de flûte | 8'     |
| Prestant        | 4'     |
| Grande tierce   | 3.1/5' |
| Nasard          | 2.2/3' |
| Doublette       | 2'     |
| Quarte          | 2'     |
| Tierce          | 1.3/5' |
| Grand cornet    | V      |
| Fourniture      | IV     |
| Cymbale         | IV     |
| Trompette       | 8'     |
| Voix humaine    | 8'     |
| Clairon         | 4'     |

| II - Positif |        |
| Montre       | 8'     |
| Bourdon      | 8'     |
| Prestant     | 4'     |
| Flûte        | 4'     |
| Nasard       | 2.2/3' |
| Doublette    | 2'     |
| Tierce       | 1.3/5' |
| Larigot      | 1.1/3' |
| Plein jeu    | VI     |
| Trompette    | 8'     |
| Cromorne     | 8'     |

| III - Récit |    |
| Cornet      | V  |
| Trompette   | 8' |
| Hautbois    | 8' |

| IV - Écho    |     |
| Cornet       | III |
| Bourdon      | 8'  |
| Flûte        | 4'  |
| Voix humaine | 8'  |

| Pédale    |    |
| Flûte     | 8' |
| Flûte     | 4' |
| Trompette | 8' |
| Clairon   | 4' |